# Hôtel Bernou de Rochetaillée
L'hôtel Bernou de Rochetaillée est un hôtel particulier de Saint-Étienne dans le département de la Loire. Il est partiellement inscrit (pour ses façades, toitures et parties communes) au titre des monuments historiques par arrêté du 4 juillet 2007.